# 2016년 전국생활체육대축전
2016 전국생활체육대축전은 2016년 5월 27일부터 5월 29일까지 대한민국 서울특별시에서 열렸다.

## 개요
- 대회명칭 : 2016 전국생활체육대축전
- 개최기간 : 2016년 5월 27일 ~ 2016년 5월 29일
- 개최지 : 서울특별시
- 구호 : 건강한 꿈 하나로, 서울의 힘 미래로
- 참가인원 : 50,000여명
- 종별 : 학생부(초등학교부, 중학교부, 고등학교부), 일반부
- 마스코트 : 해둘이와 해울이

## 종목

### 정식종목
| - 검도 - 게이트볼 - 골프 - 국학기공 - 그라운드골프 - 낚시 - 농구 - 당구 - 등산 - 배구 - 배드민턴 - 보디빌딩 - 볼링 - 사격 | - 에어로빅 - 수영 - 스쿼시 - 스킨스쿠버 - 승마 - 씨름 - 야구(경식) - 윈드서핑 - 육상 - 인라인스케이팅 - 자전거 - 정구 - 족구 | - 철인3종 - 축구 - 탁구 - 태권도 - 테니스 - 파크골프 - 풋살 - 합기도 |

### 시범종목
- 국무도
- 궁도
- 라켓볼
- 빙상
- 종합무술
- 줄넘기
- 줄다리기
- 소프트볼
- 야구(중경식)
- 핸드볼